# Anastasia Kuzminová
Anastasia Vladimirovna Kuzminová (rusky Анастасия Владимировна Кузьмина, anglickým přepisem Anastasiya Kuzmina, rozená Šipulinová, rusky Шипулина; * 28. srpna 1984, Ťumeň, Sovětský svaz) je slovenská biatlonistka ruského původu. Jejím největším úspěchem je zisk tří zlatých medailí na zimních olympijských hrách, a sice ve sprintu na ZOH 2010 ve Vancouveru a na ZOH 2014 v Soči a v závodě s hromadným startem na ZOH 2018 v Pchjongčchangu.
Získala také dvě stříbrné medaile ve stíhacích závodech na ZOH 2010 a 2018 a také stříbro ve vytrvalostním závodě na ZOH 2018. Ve Světovém poháru vyhrála celkem 19 závodů.
Svoji kariéru ukončila na závodech v norském Holmenkollenu na jaře 2019, kde ovládla sprint a stíhací závod. Tehdy ještě uvažovala, že by v další sezóně mohla nastupovat ve štafetových závodech, v říjnu 2019 ale uvedla, že už závodit nebude.
O čtyři roky později oznámila jako 39letá návrat, když se zúčastnila domácího Mistrovství Evropy v biatlonu v Osrblie a následně i Mistrovství světa v Novém Městě na Moravě.

## Rodina
Její bratr Anton Šipulin je ruský biatlonista. Manžel Daniel Kuzmin, bývalý běžec na lyžích, ruský a izraelský reprezentant, je zároveň jejím trenérem. Mají dvě děti, syna Jeliseje a dceru Olivii.

## Sportovní kariéra
Působila v juniorské a později i seniorské ruské biatlonové reprezentaci, jako juniorka získala na světových šampionátech několik medailí. Když se po mateřství chtěla vrátit do ruské reprezentace, nebyl jí umožněn individuální způsob přípravy. Proto se přestěhovala na Slovensko, v prosinci 2008 získala slovenské občanství a tuto zemi, kde žije, od té doby také reprezentovala.
Na olympiádě poprvé startovala ve Vancouveru 2010, kde získala zlatou medaili ve sprintu a stříbro ve stíhacím závodě. Stala se tak vůbec prvním reprezentantem samostatného Slovenska, který zvítězil na zimních olympijských hrách. Na tento úspěch navázala i na dalších hrách v Soči 2014, kde obhájila vítězství ve sprintu. Na ZOH 2018 v Pchjongčchangu přidala zlato v závodě s hromadným startem.
V letech 2010, 2014 a 2018 se stala vítězkou ankety sportovních novinářů o nejlepšího sportovce Slovenska.

### Návrat
V roce 2023 oznámila, že se vrátí do profesionálního biatlonu. Nejprve se zúčastnila domácího Mistrovství Evropy v Osrblí a pak startovala i na Mistrovství světa v Novém Městě na Moravě.

## Výsledky

### Olympijské hry a mistrovství světa
| Sezóna  | D   | Místo                | SP  | SZ  | HZ  | IZ  | ŠT  | SŠT | SZD | Věk    |
| ------- | --- | -------------------- | --- | --- | --- | --- | --- | --- | --- | ------ |
| 2008/09 | MS  | Pchjongčchang        | 7.  | 17. | 2.  | 29. | 13. | 10. | ×   | 24 let |
| 2009/10 | ZOH | Vancouver            | 1.  | 2.  | 8.  | 39. | 13. | –   | ×   | 25 let |
| 2010/11 | MS  | Chanty-Mansijsk      | 3.  | 6.  | 10. | 9.  | 7.  | 12. | ×   | 26 let |
| 2011/12 | MS  | Ruhpolding           | 10. | 19. | 8.  | 10. | 8.  | 7.  | ×   | 27 let |
| 2012/13 | MS  | Nové Město na Moravě | 17. | 14. | 15. | 4.  | 8.  | 7.  | ×   | 28 let |
| 2013/14 | ZOH | Soči                 | 1.  | 6.  | 25. | 26. | –   | 4.  | ×   | 29 let |
| 2016/17 | MS  | Hochfilzen           | 8.  | 13. | 22. | –   | 8.  | –   | ×   | 32 let |
| 2017/18 | ZOH | Pchjongčchang        | 13. | 2.  | 1.  | 2.  | 5.  | 20. | ×   | 33 let |
| 2018/19 | MS  | Östersund            | 1.  | 6.  | 28. | 58. | 6.  | –   | –   | 34 let |
| 2023/24 | MS  | Nové Město na Moravě | 61. | –   | –   | –   | 20. | 16. | –   | 39 let |
| 2024/25 | MS  | Lenzerheide          | 33. | 32. | –   | 52. | 6.  | 12. | –   | 40 let |

Poznámka: Výsledky z olympijských her se do hodnocení světového poháru nezapočítávají, výsledky z mistrovství světa se dříve započítávaly, od mistrovství světa v roce 2023 se nezapočítávají.

### Světový pohár
Sezóna 2005/06
| ČSP              | Místo                | SP           | SZ  | HZ | IZ | ŠT | SŠT | STŘ | Věk    |
| ---------------- | -------------------- | ------------ | --- | -- | -- | -- | --- | --- | ------ |
| 4.               | Oberhof              | 63.          | –   | –  | –  | –  | –   | –   | 21 let |
| 5.               | Ruhpolding           | 38.          | 37. | –  | –  | –  | –   | –   | 21 let |
| 6.               | Antholz (Anterselva) | 44.          | 45. | –  | –  | –  | –   | –   | 21 let |
| celkové umístění | celkové umístění     | nkl          | nkl | –  | –  | –  | –   | ?   |        |
| celkové umístění | celkové umístění     | 0 bodů (nkl) |     |    |    | –  | –   | ?   |        |

Sezóna 2006/07
| ČSP              | Místo            | SP            | SZ  | HZ | IZ  | ŠT | SŠT | STŘ | Věk    |
| ---------------- | ---------------- | ------------- | --- | -- | --- | -- | --- | --- | ------ |
| 1.               | Östersund        | –             | –   | –  | 13. | –  | –   | –   | 22 let |
| 2.               | Hochfilzen       | 31.           | 48. | –  | –   | –  | –   | –   | 22 let |
| celkové umístění | celkové umístění | nkl           | nkl | –  | 36. | –  | –   | ?   |        |
| celkové umístění | celkové umístění | 20 bodů (61.) |     |    |     | –  | –   | ?   |        |

Sezóna 2007/08
Nestartovala
Sezóna 2008/09
| ČSP              | Místo                | SP             | SZ  | HZ  | IZ  | ŠT  | SŠT | STŘ  | Věk    |
| ---------------- | -------------------- | -------------- | --- | --- | --- | --- | --- | ---- | ------ |
| 3.               | Hochfilzen           | 36.            | –   | –   | –   | 14. | –   | –    | 24 let |
| 5.               | Ruhpolding           | 31.            | 25. | –   | –   | 10. | –   | –    | 24 let |
| 6.               | Antholz (Anterselva) | 42.            | 40. | –   | –   | –   | –   | –    | 24 let |
| 7.               | Vancouver            | 11.            | –   | –   | 9.  | –   | –   | –    | 24 let |
| 8.               | Trondheim            | 60.            | 32. | 7.  | –   | –   | –   | –    | 24 let |
| 9.               | Chanty-Mansijsk      | 51.            | 41. | 16. | –   | –   | –   | –    | 24 let |
| celkové umístění | celkové umístění     | 36.            | 40. | 13. | 30. | 15. | –   | 76 % |        |
| celkové umístění | celkové umístění     | 290 bodů (30.) |     |     |     | 15. | –   | 76 % |        |

Sezóna 2009/10
| ČSP              | Místo                | SP             | SZ  | HZ  | IZ  | ŠT  | SŠT | STŘ  | Věk    |
| ---------------- | -------------------- | -------------- | --- | --- | --- | --- | --- | ---- | ------ |
| 1.               | Östersund            | 37.            | –   | –   | 18. | 12. | –   | –    | 25 let |
| 2.               | Hochfilzen           | 19.            | 5.  | –   | –   | –   | –   | –    | 25 let |
| 3.               | Pokljuka             | 36.            | 38. | 3.  | –   | –   | –   | –    | 25 let |
| 6.               | Antholz (Anterselva) | 20.            | 17. | –   | –   | –   | –   | –    | 25 let |
| 8.               | Oslo                 | 75.            | –   | 18. | –   | –   | –   | –    | 25 let |
| 9.               | Chanty-Mansijsk      | 9.             | –   | 3.  | –   | –   | 14. | –    | 25 let |
| celkové umístění | celkové umístění     | 26.            | 15. | 17. | 17. | 14. | –   | 83 % |        |
| celkové umístění | celkové umístění     | 443 bodů (20.) |     |     |     | 14. | –   | 83 % |        |

Sezóna 2010/11
| ČSP              | Místo                | SP            | SZ  | HZ  | IZ  | ŠT  | SŠT | STŘ  | Věk    |
| ---------------- | -------------------- | ------------- | --- | --- | --- | --- | --- | ---- | ------ |
| 1.               | Östersund            | 31.           | 14. | –   | 87. | –   | –   | –    | 26 let |
| 2.               | Hochfilzen           | 1.            | 8.  | –   | –   | 10. | –   | –    | 26 let |
| 3.               | Pokljuka             | 2.            | –   | –   | 13. | –   | 7.  | –    | 26 let |
| 4.               | Oberhof              | 12.           | –   | 7.  | –   | 12. | –   | –    | 26 let |
| 5.               | Ruhpolding           | 6.            | 7.  | –   | 42. | –   | –   | –    | 26 let |
| 6.               | Antholz (Anterselva) | 2.            | –   | 4.  | –   | 11. | –   | –    | 26 let |
| 9.               | Oslo                 | 4.            | 1.  | 26. | –   | –   | –   | –    | 26 let |
| Celkové umístění | Celkové umístění     | 5.            | 10. | 15. | 23. | 10. | 12. | 80 % |        |
| Celkové umístění | Celkové umístění     | 708 bodů (9.) |     |     |     | 10. | 12. | 80 % |        |

Sezóna 2011/12
| ČSP              | Místo                | SP             | SZ  | HZ  | IZ  | ŠT  | SŠT | STŘ  | Věk    |
| ---------------- | -------------------- | -------------- | --- | --- | --- | --- | --- | ---- | ------ |
| 1.               | Östersund            | 19.            | 9.  | –   | 8.  | –   | –   | –    | 27 let |
| 2.               | Hochfilzen           | 6.             | 10. | –   | –   | 12. | –   | –    | 27 let |
| 3.               | Hochfilzen           | 23.            | 20. | –   | –   | –   | 12. | –    | 27 let |
| 4.               | Oberhof              | 11.            | –   | 21. | –   | 6.  | –   | –    | 27 let |
| 5.               | Nové Město na Moravě | 38.            | 28. | –   | 21. | –   | –   | –    | 27 let |
| 6.               | Antholz (Anterselva) | 8.             | –   | 2.  | –   | 14. | –   | –    | 27 let |
| 7.               | Oslo                 | 7.             | 21. | 12. | –   | –   | –   | –    | 27 let |
| 8.               | Kontilahti           | 5.             | 10. | –   | –   | –   | 3.  | –    | 27 let |
| 9.               | Chanty-Mansijsk      | 19.            | 13. | 4.  | –   | –   | –   | –    | 27 let |
| celkové umístění | celkové umístění     | 8.             | 12. | 6.  | 9.  | 10. | 6.  | 77 % |        |
| celkové umístění | celkové umístění     | 721 bodů (10.) |     |     |     | 10. | 6.  | 77 % |        |

Sezóna 2012/13
| ČSP              | Místo               | SP            | SZ  | HZ  | IZ  | ŠT  | SŠT | STŘ  | Věk    |
| ---------------- | ------------------- | ------------- | --- | --- | --- | --- | --- | ---- | ------ |
| 1.               | Östersund           | 19.           | 8.  | –   | 12. | –   | 11. | –    | 28 let |
| 2.               | Hochfilzen          | 27.           | 13. | –   | –   | 8.  | –   | –    | 28 let |
| 3.               | Pokljuka            | 17.           | 31. | 13. | –   | –   | –   | –    | 28 let |
| 4.               | Oberhof             | 33.           | 19. | –   | –   | –   | –   | –    | 28 let |
| 5.               | Ruhpolding          | 42.           | –   | 9.  | –   | 9.  | –   | –    | 28 let |
| 6.               | Antholz (Anerselva) | 1.            | 14. | –   | –   | 16. | –   | –    | 28 let |
| 7.               | Oslo                | 3.            | 3.  | 2.  | –   | –   | –   | –    | 28 let |
| 8.               | Soči                | 2.            | –   | –   | 9.  | –   | –   | –    | 28 let |
| 9.               | Chanty-Mansijsk     | 5.            | 15. | 24. | –   | –   | –   | –    | 28 let |
| Celkové umístění | Celkové umístění    | 9.            | 11. | 9.  | 5.  | 12. | 8.  | 77 % |        |
| Celkové umístění | Celkové umístění    | 769 bodů (7.) |     |     |     | 12. | 8.  | 77 % |        |

Sezóna 2013/14
| ČSP              | Místo                | SP            | SZ  | HZ | IZ  | ŠT  | SŠT | STŘ  | Věk    |
| ---------------- | -------------------- | ------------- | --- | -- | --- | --- | --- | ---- | ------ |
| 1.               | Östersund            | 35.           | –   | –  | 2.  | –   | –   | –    | 29 let |
| 2.               | Hochfilzen           | 13.           | 16. | –  | –   | 6.  | –   | –    | 29 let |
| 3.               | Annecy               | 16.           | 17. | –  | –   | 6.  | –   | –    | 29 let |
| 4.               | Oberhof              | –             | –   | 7. | –   | –   | –   | –    | 29 let |
| 5.               | Ruhpolding           | –             | 27. | –  | 11. | 11. | –   | –    | 29 let |
| 6.               | Antholz (Anterselva) | 16.           | 8.  | –  | –   | –   | –   | –    | 29 let |
| 7.               | Pokljuka             | 27.           | 25. | 4. | –   | –   | –   | –    | 29 let |
| 8.               | Kontiolahti          | 4.            | 10. | –  | –   | –   | –   | –    | 29 let |
| 9.               | Oslo                 | 6.            | 1.  | 1. | –   | –   | –   | –    | 29 let |
| Celkové umístění | Celkové umístění     | 12.           | 9.  | 2. | 3.  | 9.  | –   | 79 % |        |
| Celkové umístění | Celkové umístění     | 606 bodů (6.) |     |    |     | 9.  | –   | 79 % |        |

 Sezóny 2014/15 a 2015/16
Nestartovala
Sezóna 2016/17
| ČSP              | Místo                | SP             | SZ           | HZ           | IZ           | ŠT           | SŠT          | SZD          | STŘ          |
| ---------------- | -------------------- | -------------- | ------------ | ------------ | ------------ | ------------ | ------------ | ------------ | ------------ |
| 1.               | Östersund            | nestartovala   | nestartovala | nestartovala | nestartovala | nestartovala | nestartovala | nestartovala | nestartovala |
| 2.               | Pokljuka             | 6.             | 30.          | –            | –            | 16.          | –            | –            |              |
| 3.               | Nové Město na Moravě | DNS            | –            | –            | –            | –            | –            | –            |              |
| 4.               | Oberhof              | nestartovala   | nestartovala | nestartovala | nestartovala | nestartovala | nestartovala | nestartovala | nestartovala |
| 5.               | Ruhpolding           | 35.            | 30.          | –            | –            | 12.          | –            | –            |              |
| 6.               | Anterselva           | nestartovala   | nestartovala | nestartovala | nestartovala | nestartovala | nestartovala | nestartovala | nestartovala |
| 7.               | Pchjongčchang        | nestartovala   | nestartovala | nestartovala | nestartovala | nestartovala | nestartovala | nestartovala | nestartovala |
| 8.               | Kontiolahti          | 15.            | 35.          | –            | –            | –            | –            | 12.          |              |
| 9.               | Holmenkollen         | 78.            | –            | –            | –            | –            | –            | –            |              |
| Celkové umístění | Celkové umístění     | 29.            | 41.          | 42.          | –            | 13.          | 15.          | 15.          | 77 %         |
| Celkové umístění | Celkové umístění     | 178 bodů (40.) |              |              |              | 13.          | 15.          | 15.          | 77 %         |

Sezóna 2017/18
| ČSP              | Místo            | SP            | SZ  | HZ  | IZ  | ŠT  | SŠT | SZD | STŘ  |
| ---------------- | ---------------- | ------------- | --- | --- | --- | --- | --- | --- | ---- |
| 1.               | Östersund        | 15.           | 36. | –   | –   | –   | 4.  | –   |      |
| 2.               | Hochfilzen       | 2.            | 1.  | –   | –   | 17. | –   | –   |      |
| 3.               | Annecy           | 1.            | 2.  | 4.  | –   | –   | –   | –   |      |
| 4.               | Oberhof          | 1.            | 1.  | –   | –   | –   | –   | –   |      |
| 5.               | Ruhpolding       | –             | –   | 23. | 9.  | 12. | –   | –   |      |
| 6.               | Anterselva       | 18.           | 11. | 2.  | –   | –   | –   | –   |      |
| 7.               | Kontiolahti      | 30.           | –   | 12. | –   | –   | –   | 12. |      |
| 8.               | Holmenkollen     | 1.            | 2.  | –   | –   | –   | –   | –   |      |
| 9.               | Ťumeň            | 12.           | 6.  | 11. | –   | –   | –   | –   |      |
| Celkové umístění | Celkové umístění | 1.            | 1.  | 6.  | 22. | 21. | 9.  | 9.  | 81 % |
| Celkové umístění | Celkové umístění | 819 bodů (2.) |     |     |     | 21. | 9.  | 9.  | 81 % |

Sezóna 2018/19
| ČSP              | Místo                | SP            | SZ  | HZ  | IZ  | ŠT  | SŠT | SZD | STŘ  |
| ---------------- | -------------------- | ------------- | --- | --- | --- | --- | --- | --- | ---- |
| 1.               | Pokljuka             | 18.           | 36. | –   | 25. | –   | –   | –   |      |
| 2.               | Hochfilzen           | 10.           | 5.  | –   | –   | 14. | –   | –   |      |
| 3.               | Nové Město na Moravě | 11.           | 9.  | 1.  | –   | –   | –   | –   |      |
| 4.               | Oberhof              | 7.            | 2.  | –   | –   | 6.  | –   | –   |      |
| 5.               | Ruhpolding           | 1.            | –   | 14. | –   | 6.  | –   | –   |      |
| 6.               | Anterselva           | 10.           | 5.  | 20. | –   | –   | –   | –   |      |
| 7.               | Canmore              | –             | –   | –   | 8.  | –   | –   | –   |      |
| 8.               | Soldier Hollow       | 5.            | 5.  | –   | –   | –   | –   | –   |      |
| 9.               | Holmenkollen         | 1.            | 1.  | 10. | –   | –   | –   | –   |      |
| Celkové umístění | Celkové umístění     | 1.            | 3.  | 10. | 18. | 12. | –   | –   | 80 % |
| Celkové umístění | Celkové umístění     | 870 bodů (3.) |     |     |     | 12. | –   | –   | 80 % |

 Sezóny 2019/2020, 2020/2021, 2021/2022 a 2022/2023
Nestartovala

#### Sezóna 2023/2024
| ČSP              | Místo             | SP           | SZ           | HZ           | IZ           | ŠT           | SŠT          | SZD          |
| ---------------- | ----------------- | ------------ | ------------ | ------------ | ------------ | ------------ | ------------ | ------------ |
| 1.               | Östersund         | nestartovala | nestartovala | nestartovala | nestartovala | nestartovala | nestartovala | nestartovala |
| 2.               | Hochfilzen        | nestartovala | nestartovala | nestartovala | nestartovala | nestartovala | nestartovala | nestartovala |
| 3.               | Lenzerheide       | nestartovala | nestartovala | nestartovala | nestartovala | nestartovala | nestartovala | nestartovala |
| 4.               | Oberhof           | nestartovala | nestartovala | nestartovala | nestartovala | nestartovala | nestartovala | nestartovala |
| 5.               | Ruhpolding        | nestartovala | nestartovala | nestartovala | nestartovala | nestartovala | nestartovala | nestartovala |
| 6.               | Anterselva        | nestartovala | nestartovala | nestartovala | nestartovala | nestartovala | nestartovala | nestartovala |
| 8.               | Oslo-Holmenkollen | nestartovala | nestartovala | nestartovala | nestartovala | nestartovala | nestartovala | nestartovala |
| 9.               | Soldier Hollow    | nestartovala | nestartovala | nestartovala | nestartovala | nestartovala | nestartovala | nestartovala |
| 10.              | Canmore           | 85.          | –            | –            | ×            | ×            | ×            | ×            |
| Celkové umístění |                   |              |              |              |              |              |              |              |
| nkl              |                   |              |              |              |              |              |              |              |

#### Sezóna 2024/2025
| ČSP              | Místo                | SP            | SZ           | HZ           | IZ           | ŠT           | SŠT          | SZD          |
| ---------------- | -------------------- | ------------- | ------------ | ------------ | ------------ | ------------ | ------------ | ------------ |
| 1.               | Kontiolahti          | nestartovala  | nestartovala | nestartovala | nestartovala | nestartovala | nestartovala | nestartovala |
| 2.               | Hochfilzen           | nestartovala  | nestartovala | nestartovala | nestartovala | nestartovala | nestartovala | nestartovala |
| 3.               | Annecy               | nestartovala  | nestartovala | nestartovala | nestartovala | nestartovala | nestartovala | nestartovala |
| 4.               | Oberhof              | 31.           | 31.          | ×            | ×            | ×            | 16 .         | –            |
| 5.               | Ruhpolding           | ×             | ×            | –            | 44.          | 7.           | ×            | ×            |
| 6.               | Anterselva           | 38.           | 40.          | ×            | ×            | 13.          | ×            | ×            |
| 7.               | Nové Město na Moravě | 55.           | 50.          | ×            | ×            | 13.          | ×            | ×            |
| 8.               | Pokljuka             | nestartovala  | nestartovala | nestartovala | nestartovala | nestartovala | nestartovala | nestartovala |
| 9.               | Oslo-Holmenkollen    | 53.           | 56.          | –            | ×            | ×            | ×            | ×            |
| Celkové umístění | Celkové umístění     | 66.           | 64.          | –            | nkl.         | 13.          | 18.          | 18.          |
| Celkové umístění | Celkové umístění     | 24 bodů (74.) |              |              |              | 13.          | 18.          | 18.          |

### Juniorská mistrovství
| Sezóna  | D   | Místo           | SP  | SZ | IZ  | ŠT | Věk    |
| ------- | --- | --------------- | --- | -- | --- | -- | ------ |
| 2001–02 | MSJ | Ridnaun         | 8.  | 5. | 20. | 2. | 17 let |
| 2002–03 | MSJ | Kościelisko     | 17. | 2. | 2.  | 1. | 18 let |
| 2003–04 | MSJ | Haute Maurienne | 14. | 6. | 24. | 2. | 19 let |
| 2004–05 | MSJ | Kontiolahti     | 3.  | 4. | 5.  | 1. | 20 let |